# Кировский физико-математический лицей
КОГОАУ «Кировский физико-математический лицей» (КФМЛ, ФМЛ) — среднее общеобразовательное учреждение с углублённым изучением физико-математических дисциплин в городе Кирове. 
Входит в рейтинг лучших общеобразовательных учреждений России 2010 года по версии Российской газеты. Занимает 1 место в рейтинге лучших школ Кировской области, и 36 место в рейтинге школ России, согласно RAEX.
Со времени начала участия в предметных олимпиадах в 1994 году учащиеся лицея 271 раз побеждали на заключительных этапах всероссийских олимпиад.

## История
В 1988 году в Кирове была основана школа с углублённым изучением математики и физики. В 1991 году школа получила статус лицея. В 1993 году при лицее создана начальная школа.
В 2004 году учебное заведение, которым руководил Владислав Владимирович Юферев, представляло Россию на Х Международном конгрессе по математическому образованию в Дании.
С 2009 года лицей является площадкой проведения межрегионального познавательного турнира «Осенний марафон».
В 2010 году в рамках программы поддержки одарённых детей в Кировской области КФМЛ и ещё четыре общеобразовательных учреждения были переданы из ведения Управления образования города Кирова в Департамент образования Кировской области и сменили форму собственности с муниципальной на государственную.
С 2017 года лицей является платформой для программы Яндекс Лицей в Кирове.
С 1 сентября 2025 года лицей будет работать в новом здании по адресу пр. Строителей,  29  

## Рейтинги
Согласно рейтингу образовательных учреждений, который ежегодно проводит журнал «Карьера», в 1999, 2000 и 2001 годах лицей был включён в число 100 лучших школ России, а в 2002-м — в список лучших математических школ страны. 
Академия творческой педагогики присвоила КФМЛ звание «Школа высшей категории». 
Лицей входит в Ассоциацию партнеров среди ведущих школ в области математического и естественно-научного образования Образовательного центра "Сириус" (Сочи). В рамках партнерства КФМЛ участвует в проведении профильных программ, программ повышения квалификации и дистанционных программах Сириуса.
В 2023 году лицей занял 36 место в рейтинге лучших школ России по конкурентоспособности выпускников по версии RAEX (улучшил результат по сравнению с 2022 и 2021 годом). В то же время в сфере «Технические, естественно-научные направления и точные науки» по России занял 29 место. По Приволжскому федеральному округу в рейтинге по количеству поступивших в ведущие вузы России на 2023 год занял 11 место. По Кировской области, в рейтинге школ по конкурентоспособности выпускников с 2019 занимает первое место.
| 2020       | 2021       | 2022       | 2023       |
| ---------- | ---------- | ---------- | ---------- |
| ▬ 35 место | ▼ 57 место | ▲ 44 место | ▲ 36 место |

| 2020       | 2021       | 2022       | 2023       |
| ---------- | ---------- | ---------- | ---------- |
| ▬ 35 место | ▼ 57 место | ▲ 44 место | ▲ 29 место |

| 2020       | 2021       | 2022       | 2023       |
| ---------- | ---------- | ---------- | ---------- |
| ▬ 12 место | ▬ 12 место | ▼ 15 место | ▲ 11 место |

## Атрибутика
Лицей имеет собственные флаг, герб, гимн, девиз.
| Гимн лицея | Герб лицея | Флаг лицея |
| --- | ---------- | ---------- |
| Господь, исполнить я молю Мечту заветную свою. Дождём небесным смой с земли Печать бесчестия и лжи. Ты научи людей любить И зависть в сердце не таить. Ты чистой душу сохрани И на любовь благослови. Сердцам людей Дай бог добра, Надежды, веры и любви, Надежды, веры и любви Ты нам пошли. Ты светом веры обогрей. Второй наш дом — родной лицей. Детей и взрослых сбереги, От зла навеки огради. Лицейской дружбе скажем: «Да!» Возьмёмся за руки, друзья! Добро над шариком земным, Расправив крылья, полетит. Всегда нас ждёт лицей родной, В него мы верим всей душой, Здесь будем счастливы с тобой. Живём одной семьёй. |            |            |

## Награды
- 1996, 1998 — грант Фонда Сороса
- 1997, 1998 — Почётное звание «Школа года» (учредители — Министр общего и профессионального образования РФ, Председатель Комитета по образованию и науке Государственной Думы и др.)
- 1999, 2000, 2001 — «100 лучших школ России» (по рейтингу журнала «Карьера»)
- 2002 — «Лучшие математические школы России» («Карьера»)
- 2004 — Почётный диплом Всероссийского конкурса «Лучшие школы России» в номинации «Школа Успеха», почётные звания «Школа высшей категории 2004», «Школа века», «Академическая школа»
- 2005 — лидер рейтинга морально-психологического климата в школах города Кирова
- 2006 — победитель конкурса общеобразовательных учреждений, внедряющих инновационные образовательные программы, в рамках нацпроекта «Образование», победитель конкурса «Лучшие школы города Кирова»
- 2007 — победитель конкурса «Лучшие школы Кировской области»
- 2008 — победитель конкурса общеобразовательных учреждений, внедряющих инновационные образовательные программы, в рамках нацпроекта «Образование»
- 2013 – победитель конкурса «100 ЛУЧШИХ ШКОЛ РОССИИ - 2013» в номинации «Лучший лицей»[9]
- 2013 – Лауреат национальной премии в области образования «Элита российского образования»[10]
- 2014 – победитель Всероссийского конкурса инновационных продуктов «Новаторство в образовании» в номинации «Самый успешный проект – 2014» в области разработки и внедрения методов развития интеллектуальных способностей детей; золотая медаль «За новаторство в образовании»[11]